# Ignacio Pallas
José Ignacio Pallas Martínez (Montevideo, Uruguay, 5 de enero de 1983) es un ex-futbolista uruguayo, que se desempeñaba en la posición de defensa. Actualmente es entrenador del Fénix de la Segunda División de Uruguay.

## Trayectoria
Ganó el Torneo Clausura 2017 con Cerro Porteño, consiguiendo así su primer título individual.

## Clubes y estadísticas

### Como jugador
| Club          | País     | Año       | PJ  | Goles |
| ------------- | -------- | --------- | --- | ----- |
| River Plate   | Uruguay  | 2003-2004 | 18  | 5     |
| Nacional      | Uruguay  | 2005-2007 | 67  | 4     |
| Correcaminos  | México   | 2007-2009 | 55  | 1     |
| Veracruz      | México   | 2009      | 9   | 0     |
| Racing        | Uruguay  | 2010      | 19  | 1     |
| Danubio       | Uruguay  | 2010-2011 | 22  | 0     |
| Fénix         | Uruguay  | 2011-2017 | 163 | 12    |
| Cerro Porteño | Paraguay | 2017-2018 | 22  | 1     |
| Puebla        | México   | 2018-2019 | 19  | 0     |
| Fenix         | Uruguay  | 2019-2021 | 21  | 1     |

### Como entrenador
| Equipo              | Div.                | Torneo              | Estadísticas | Estadísticas | Estadísticas | Estadísticas | Estadísticas | Estadísticas | Estadísticas | Estadísticas | Estadísticas |
| Equipo              | Div.                | Torneo              | PJ           | G            | E            | P            | GF           | GC           | DG           | Puntos       | Efectividad  |
| ------------------- | ------------------- | ------------------- | ------------ | ------------ | ------------ | ------------ | ------------ | ------------ | ------------ | ------------ | ------------ |
| Fénix · Uruguay     | 1.ª                 |                     |              |              |              |              |              |              |              |              |              |
| Fénix · Uruguay     | 1.ª                 | 2021                | 22           | 8            | 9            | 5            | 27           | 23           | +4           | 33           | 50%          |
| Fénix · Uruguay     | 1.ª                 | 2022                | 38           | 13           | 10           | 15           | 34           | 39           | -5           | 49           | 42.98%       |
| Fénix · Uruguay     | Total               | Total               | 60           | 21           | 19           | 20           | 61           | 62           | -1           | 82           | 45.56%       |
| La Luz · Uruguay    | 1.ª                 |                     |              |              |              |              |              |              |              |              |              |
| La Luz · Uruguay    | 1.ª                 | 2023                | 20           | 7            | 5            | 8            | 26           | 36           | -10          | 26           | 43.33%       |
| La Luz · Uruguay    | Total               | Total               | 20           | 7            | 5            | 8            | 26           | 36           | -10          | 26           | 43.33%       |
| Cerro · Uruguay     | 1.ª                 |                     |              |              |              |              |              |              |              |              |              |
| Cerro · Uruguay     | 1.ª                 | 2024                | 39           | 10           | 12           | 17           | 43           | 57           | -14          | 42           | 35.9%        |
| Cerro · Uruguay     | Total               | Total               | 39           | 10           | 12           | 17           | 43           | 57           | -14          | 42           | 35.9%        |
| Fénix · Uruguay     | 2.ª                 |                     |              |              |              |              |              |              |              |              |              |
| Fénix · Uruguay     | 2.ª                 | 2025                | 20           | 8            | 5            | 7            | 21           | 18           | +3           | 29           | 48.33%       |
| Fénix · Uruguay     | Total               | Total               | 20           | 8            | 5            | 7            | 21           | 18           | +3           | 29           | 48.33%       |
| Total en su carrera | Total en su carrera | Total en su carrera | 139          | 46           | 41           | 52           | 151          | 173          | -22          | 179          | 42.93%       |

## Palmarés

#### Títulos nacionales
| Título                              | Club          | País     | Año     |
| ----------------------------------- | ------------- | -------- | ------- |
| Torneo Apertura de Segunda División | River Plate   | Uruguay  | 2004    |
| Campeonato Uruguayo                 | Nacional      | Uruguay  | 2005    |
| Campeonato Uruguayo                 | Nacional      | Uruguay  | 2005-06 |
| Torneo Clausura                     | Nacional      | Uruguay  | 2005-06 |
| Torneo Clausura                     | Cerro Porteño | Paraguay | 2017    |